# Witenwasserenstock
Witenwasserenstock é uma montanha dos Alpes Lepontinos, situada na fronteira entre os cantões suíços de Uri e Valais, e situada sobre a divisória de águas entre as bacias do rio Pó (que drena para o mar Adriático), rio Reno (que drena para o mar do Norte) e rio Ródano (que drena para o mar Mediterrâneo), pelo que é um triponto hidrográfico importante da Europa. Tem 3085 metros de altitude
A tríplice fronteira entre os cantões de Valais, Uri e Ticino (à altitude 3025 m) fica a 300 m a leste do cume do Witenwasserenstock. 